# Liste der Brücken in Berlin/B

## Erläuterung
- (Musterbrücke) = in Klammern gesetzt: namenlose Brücken.
- Musterbrücke = kursiv gesetzt: ehemalige Brücken.

| Name der Brücke                           | Ortsteil                        | Anmerkungen und Bild | Lage   |
| ----------------------------------------- | ------------------------------- | --- | ------ |
| Bachstelzenwegbrücke                      | Rahnsdorf                       | Die Bachstelzenwegbrücke führt über den Kanal VI der Wohn- und Wochenendhaussiedlung Neu-Venedig. Die im Jahr 1954 errichtete Dauerbehelfsbrücke wurde 1994 durch einen Neubau ersetzt. | Karten |
| Badbrücke                                 | Gesundbrunnen                   | Die Badbrücke führt die Badstraße über die Panke und besitzt auf der Südostseite eine Anbindung an die Gropiusstraße. Die Brücke ist 13,3 Meter lang und 35,2 Meter breit. | Karten |
| Badstraßenbrücke                          | Gesundbrunnen                   | siebenbogige Ziegelbrücke, die die Badstraße über zahlreiche Gleisanlagen führt. Länge ca. 132 m (in der Mitte abgeknickt), Breite ca. 27 m | Karten |
| Baerwaldbrücke                            | Kreuzberg                       | Die Baerwaldbrücke führt den Straßenzug Baerwaldstraße/Prinzenstraße am Sommerbad Kreuzberg und westlich des Urbanhafens am Kilometer 7,0 über den Landwehrkanal. Eine erste hölzerne Klappbrücke von 1850 wurde 1876/78 durch eine steinerne Bogenbrücke ersetzt. Nach der benachbarten Gas-Erleuchtungs-Anstalt hieß sie bis 1879 Gasanstaltsbrücke und trägt seither ihren heutigen Namen nach dem ersten Verwaltungsdirektor der Städtischen Gasanstalten Friedrich Peter Baerwald. Das Bauwerk mit einem unter der Fahrbahn liegenden Bogen wurde nach Beschädigungen im Zweiten Weltkrieg 1952 rekonstruiert und später mit vier nach historischen Mustern angefertigten zweiarmigen Kandelabern ausgestattet. Beidseitig sind die Scheitelpunkte der Bögen zur Wasserseite hin mit Wappenkartuschen des Berliner Bären geschmückt. | Karten |
| Baillifbrücke                             | Moabit                          | siehe Moabiter Brücke |        |
| Bäkebrücke                                | Lichterfelde                    | Die Bäkebrücke führt die Bäkestraße über den Teltowkanal. Sie wurde am 14. April 1960 eröffnet. Sie ist eine genietete Stahlbrücke mit vier parallelgurtigen Fachwerkträgern. Die Stützweite beträgt 34,8 Meter und die Breite 13 Meter. Die Vorgängerbrücke wurde unter dem Namen Oskar-Lange-Brücke 1907 erbaut und im Zweiten Weltkrieg zerstört (benannt nach Oskar Lange (1851–1937), stellvertretender Amtsvorsteher der Gemeinde Lichterfelde und Berliner Stadtrat) Den heutigen Namen trägt die Brücke nach dem Bäkefließ, das bis auf zwei kleinere Reste im Teltowkanal aufgegangen ist. | Karten |
| Barbrücke                                 | Wilmersdorf                     | Die Barbrücke wurde 1911–1912 gebaut; 1934 erfolgte ein Neubau. Sie führt die Barstraße – der Name rührt von einem Gefecht im Jahr 1870 beim französischen Ort Bar-sur-Aube – und die U-Bahn-Trasse der Linie U3 über den Fennsee. Ehemaliger Name der Brücke ist Seeparkbrücke. | Karten |
| Baumschulenbrücke                         | Baumschulenweg                  | Die Baumschulenbrücke führt die Baumschulenstraße über den Britzer Verbindungskanal am Kilometer 29,82 der künstlichen Wasserstraße. | Karten |
| Behmstraßenbrücke                         | Prenzlauer Berg                 | Die Behmstraßenbrücke führt die Behmstraße über die Gleisanlagen der Stettiner Bahn und der Berliner Nordbahn. Die mittlere Länge beträgt circa 230 Meter. | Karten |
| Belle-Alliance-Brücke                     | Kreuzberg                       | siehe Hallesche-Tor-Brücke |        |
| Bendlerbrücke                             | Tiergarten                      | Die Bendlerbrücke überspannt den Landwehrkanal am Bendlerblock. Die Bogenbrücke aus Stahlbeton führt den Straßenzug Stauffenbergstraße/Kluckstraße über den Kanal und verbindet das Reichpietschufer mit dem Schöneberger Ufer. Die Brücke trägt seit ihrem Neubau 1957/58 den Namen des Ratsmaurermeisters und Kommunalpolitikers Johann Christoph Bendler. Der Vorgängerbau, die Von-der-Heydt-Brücke, war mit zwei Skulpturen von Ernst Herter geschmückt. Die jeweils zwei Nixen und Tritone aus Bronze wurden 1943/44 als Metallspende des deutschen Volkes eingeschmolzen. | Karten |
| Beusselbrücke                             | Moabit                          | Die Beusselbrücke führt die Beusselstraße über die Ringbahn. Von der Brücke bestehen Zugänge zum S-Bahnhof Beusselstraße. | Karten |
| Bismarckbrücke                            | Grunewald                       | Bismarckbrücke (früher Sphinxbrücke, siehe rechtes Bild) führt die Bismarckallee über den Verbindungsgraben zwischen Herthasee und Hubertussee. 1891 erbaut als Stahlbalkenkonstruktion, mit Natursteinen verkleideten Bögen. Schmuck im neobarocken Stil mit Sphingen, Vasen und Obelisken des Bildhauers Max Klein. | Karten |
| Bismarcksfelder Brücke                    | Biesdorf                        | Die Bismarcksfelder Brücke ist eine Fußgängerbrücke im Verlauf der Bismarcksfelder Straße über die Wuhle. | Karten |
| Bismarcksteg                              | Waidmannslust                   | Der Steg überquert nördlich der Fürst-Bismarck-Straße das Tegeler Fließ. | Karten |
| Bitterfelder Brücke                       | Marzahn                         | Die Brücke, ausgeführt in zwei getrennten parallelen Tragwerken, führt die an der Märkischen Allee zunächst ostwärts abzweigende Bitterfelder Straße über diese Allee westwärts und überführt auch die benachbarte Wriezener Bahn. Sie ist 122,5 Meter lang und 11 Meter (nördlich) bzw. 9 Meter (südlich) breit und besitzt beidseitig Fuß- und Radwege. Sie trug zunächst den Namen Industriesammelstraßenbrücke (Straßennummer 49793), die Namensgebung Bitterfelder Brücke (Straßennummer 49800) erfolgte am 8. Oktober 1997. | Karten |
| Blankenburger Laakebrücke                 | Blankenburg                     | Die Blankenburger Laakebrücke führt den Straßenzug Karower Damm/Blankenburger Chaussee über den Fluss Laake. | Karten |
| Blankenfelder-Allee-Brücke                | Blankenfelde                    | Die Blankenfelder-Allee-Brücke führt die Blankenfelder Allee über den Nordgraben. | Karten |
| Blockdammbrücke                           | Karlshorst                      | Die in den 1920er Jahren erbaute Brücke wurde Mitte der 1960er Jahre wegen Bauschäden für Fahrzeuge ab 6 Tonnen Gesamtgewicht gesperrt und 1984 abgerissen. Unmittelbar daneben wurde ein 3 Meter breiter und 96 Meter langer Fußsteg errichtet, der in leicht abgeknickter Form über mehrere Eisenbahngleispaare der Niederschlesisch-Märkischen Eisenbahn führt. Er verbindet den Blockdammweg mit der Sangeallee. Ein Wiederaufbau der Brücke ist in übergeordneten Planungen zwar vorgesehen, aber bisher nicht absehbar (Stand: 2021). | Karten |
| Blumberger-Damm-Brücke                    | Bezirk Marzahn-Hellersdorf      | Unter diesem Namen gibt es im genannten Bezirk per Jahr 2025 die Nördliche Blumberger-Damm-Brücke (im OT Marzahn, Kemberger Str.) und die Südliche Blumberger Damm-Brücke (im Ortsteil Biesdorf), im südlichen Abschnitt der Straße. |        |
| Blumenwegbrücke                           | Rosenthal                       | Die mit Pkw befahrbare Straßenbrücke im Bereich der Gartenanlage Einigkeit (Garten- und Siedlergemeinschaft Einigkeit) führt eine (durchgehende) Privatstraße nahe am Kräuterplatz über den Nordgraben. Die Brücke in der Ortslage Nordend wurde 2011 im Rahmen der Vorbereitung von georefenzierbaren Adressen als Frauenmantelweg benannt und hieß vorher Gartenweg der Anlage Einigkeit nördlich der Brücke Blumenweg, südlich davon Kornblumenweg (RBS-Nummer 49720). Die Straßenbreite auf der Brücke zwischen den Geländern beträgt 5,50 Meter, jedoch wird die erlaubte und nutzbare Fahrzeugbreite durch Verkehrsschild und eine Verengung durch Einzug der Geländer an den Brückenköpfen auf 3,8 Meter begrenzt. Die Traglast ist mit 2,8 Tonnen und die zulässige Höchstgeschwindigkeit mit 30 km/h ausgeschildert. Die Länge der Brücke (45 Meter) ergibt sich daraus, dass der Nordgraben hier etwa 9–10 Meter tief unter Straßenniveau liegt und von einem Hang mit Büschen und Bäumen bewachsen ist, der durch seine Schräge die Fahrweglänge zwischen Kräuter- und Gebirgskräuterweg bedingt. Die Brücke ist seit Anfang der 1950er Jahre in Karten verzeichnet und wurde höchstwahrscheinlich 1928 mit dem Anlegen des Nordgrabens (als Rieselfeldableiter und zur Hochwasserregulierung der Panke) errichtet. Die erste Brücke ist (nach der Bauart zu urteilen) seither wohl in den 1980er Jahren saniert oder gar neu errichtet worden. | Karten |
| Böckmannbrücke                            | Wannsee                         | Die Böckmannbrücke ist eine Straßenbrücke über den Teltowkanal am Kilometer 3,55 der künstlichen Wasserstraße. Sie wurde 1976 errichtet und nach dem Architekten Wilhelm Böckmann benannt. Die Brücke verbindet den Zehlendorfer Ortsteil Wannsee mit der brandenburgischen Landeshauptstadt Potsdam sowie die Ortsteile Steinstücken und Albrechts Teerofen. Sie ist die erste Brücke über den Kanal auf Berliner Gebiet von Westen kommend. Über die Brücke führt die Neue Kreisstraße. | Karten |
| Borsigdammbrücke                          | Tegel                           | Die Borsigdammbrücke ist eine Straßenbrücke. Sie führt den Borsigdamm über die Einfahrt zum früheren Borsighafen der nahegelegenen ehemaligen Borsigwerke. Der Hafen dient im 21. Jahrhundert als Sportboothafen. | Karten |
| Borsigsteg                                | Moabit                          | Der Borsigsteg war eine Fußgängerbrücke über die Spree etwa am Kilometer 11,80 des Flusses. Die Brücke wurde nach Plänen des Architekten Bruno Möhring 1904–1906 errichtet. Bis zu ihrer Zerstörung im Zweiten Weltkrieg verband die Fußgängerbrücke die Dortmunder Straße über die Spree mit der Flensburger Straße. Auf beiden Seiten sind Widerlagerreste der Brücke erhalten geblieben. | Karten |
| Borussenbrücke                            | Nikolassee                      | Die Borussenbrücke führt die Borussenstraße über die AVUS. Ihr Name ist von den Borussen abgeleitet, eine Allegorie auf die Bewohner von Preußen. | Karten |
| Bösebrücke                                | Prenzlauer Berg / Gesundbrunnen | Die Bösebrücke (1916 bis 1948 Hindenburgbrücke) verbindet im Verlauf der Bornholmer Straße (deswegen auch Bornholmer Brücke genannt) über die Gleise der S-Bahn und Fernbahn die Ortsteile Gesundbrunnen und Prenzlauer Berg. Die Bogenbrücke ist die erste Nickelstahlbrücke Berlins und steht unter Denkmalschutz. Bei der Öffnung der Berliner Mauer am 9. November 1989 wurde zuerst der Grenzübergang Bornholmer Straße geöffnet, sodass über die Bösebrücke die ersten Ostberliner nach West-Berlin gelangten. | Karten |
| Boulevard Kastanienallee, Fußgängerbrücke | Hellersdorf                     | Die geschwungene Stahlbetonbrücke mit zwei Stützen verbindet in der Nähe des U-Bahnhofs Hellersdorf die Hellersdorfer Straße über die Gleisanlagen der U-Bahn-Linie 5 mit dem Boulevard Kastanienallee. Die Fußgängerbrücke ist etwa 45 Meter lang und 4,50 Meter breit. | Karten |
| Boxberger Straßenbrücke                   | Marzahn                         | Die Boxberger Straße wird mittels einer 20 m langen und rund 18 m breiten Brücke über den Marzahn-Hohenschönhauser Grenzgraben geführt. Beiderseits besitzt das Bauwerk Fuß- und Fahrradwege und zwei mittige Fahrstreifen. | Karten |
| Braunauer Brücke                          | Neukölln                        | Vorgängerbau der Sonnenbrücke; Straßenbrücke über den Neuköllner Schifffahrtskanal. Ihr damaliger Name war von der Braunauer Straße abgeleitet, die nach dem österreichischen Ort Braunau bezeichnet wurde. |        |
| Breitenbachbrücke                         | Dahlem                          | Das Bauwerk (auf dem Bild im Hintergrund zu erkennen) führt die vierspurige Stadtautobahn über den Straßenzug Südwestkorso–Schorlemerallee und über den Breitenbachplatz. Eine Bürgerinitiative Breitenbachplatz hat im Februar 2019 erreicht, dass die CDU-Fraktion des Berliner Abgeordnetenhauses einen Beschluss zum Abriss der Brücke beraten hat. Zwecks Realisierung soll nun dazu eine Machbarkeitsstudie angefertigt werden. Der Platz soll wieder attraktiver werden. | Karten |
| Brigittenbrücke                           | Altglienicke                    | Die Brigittenbrücke führt den Brigittenweg über den Berliner Außenring. | Karten |
| Britzer-Allee-Brücke                      | Neukölln                        | Die Britzer-Allee-Brücke führt die Chris-Gueffroy-Allee, ehem. Britzer Allee, über den Britzer Verbindungskanal. | Karten |
| Britzer Brücke                            | Britz                           | Die Straßenbrücke führt den Britzer Damm (bis 1950: Chausseestraße) am Kilometer 26,90 der künstlichen Wasserstraße über den Teltowkanal. Seit ihrem Neubau 1955/56 als stählerne Balkenbrücke trägt sie den Namen Britzer Brücke. Die Vorgängerbrücke von 1906 hieß Chausseestraßenbrücke Britz und war die einzige der historischen Teltowkanalbrücken, die als Massivbrücke in Beton errichtet wurde; alle anderen Brücken hatten einen eisernen Überbau. Sie wurde im April 1945 bei Rückzugsgefechten von der deutschen Wehrmacht gesprengt, wobei acht junge Flakhelfer ihr Leben verloren. | Karten |
| Britzer Hafensteg                         | Britz                           | Der Britzer Hafensteg ist eine stählerne Fachwerkbrücke für Fußgänger. Er verbindet die Industriestandorte beidseits des Neuköllner Schifffahrtskanals direkt am Hafen Britz-Ost. Früher stellte die Brücke eine Verbindung von Lichterfelde-Süd (Ortsteil Giesendorf) nach den nördlich vom Teltowkanal gelegenen Gebieten Lichterfeldes her. An dieser Stelle führte eine einfache Straße von Giesendorf über die Bäke nach Zehlendorf. Die Brücke erhielt ihren Namen nach Eugen Kleine, einem damaligen einflussreichen Bürger. Die kleine Brücke an ihrer früheren Stelle genügte bald den wachsenden Verkehrsansprüchen nicht mehr. Eine Straßenbahnlinie sollte über sie hinweg nach Lichterfelde-Süd geführt werden. Eine belastbarere Brücke musste gebaut, die Alte abgerissen werden. Man fand für die damalige Zeit jedoch eine interessante Lösung: Die Brücke wurde auf einen Prahm geladen und unter nicht unerheblichen Problemen auf dem Wasserweg nach Britz gebracht und in der Nähe des Osthafens Britz als Fußgängerbrücke über den neu entstandenen Neuköllner Schifffahrtskanal aufgebaut. Zeitweilig nannten die Bewohner sie wegen ihres markanten Anstrichs Blaue bzw. Grüne Brücke. | Karten |
| Brommybrücke                              | Friedrichshain, Kreuzberg       | Die Brommybrücke war eine Straßenbrücke über die Spree und lag zwischen der Schillingbrücke und der Oberbaumbrücke. Als nördliche Verlängerung der Eisenbahnstraße führte auf ihr die Brommystraße von Kreuzberg nach Friedrichshain zur Mühlenstraße (Höhe Rummelsburger Platz). Die Brücke wurde von 1907 bis 1909 erbaut, 1945 im Zweiten Weltkrieg zerstört und bisher nicht wieder aufgebaut. Auf Kreuzberger Seite gibt es auf dem Widerlagerrest den Brommy-Balkon. | Karten |
| Brücke Am Bahndamm                        | Köpenick                        | Die Brücke führt die Straße Am Bahndamm neben der Trasse der Niederschlesisch-Märkischen Eisenbahn über die Wuhle. | Karten |
| Brücke am Platz des Sports                | Schöneberg                      | Die Fußgängerbrücke überquert die Gleise der Anhalter Vorortbahn zwischen dem Platz des Sports und dem Naturpark Schöneberger Südgelände. | Karten |
| Brücke am Bürgerpark                      | Niederschönhausen / Pankow      | Die Brücke am Bürgerpark führt die Straße Am Bürgerpark über die Panke. | Karten |
| Brücke Am Freibad                         | Hermsdorf                       | Die Straße Am Freibad überquert auf diesem Brückenbauwerk an der Grenze zu Lübars das Tegeler Fließ. | Karten |
| Brücke Am Kiesteich                       | Falkenhagener Feld              | Zur amtlichen Bezeichnung „Brücke Am Kiesteich“ (laut FIS-Broker nach den bezirklichen Vermessungsämtern) ist auch entsprechend der Lage die Bezeichnung „Spektebrücke“ verbreitet. Die Brücke führt die Straße Am Kiesteich über den Grünzug der Spektewiesen. Mit einer Spannweite von 65 Metern überspannt sie zwei Parkwege und bietet dazwischen eine Durchflußmöglichkeit zum Großen Spektesee von der Spektelake her. Der Abstieg von der Straße zum Grünzug befindet sich am südlichen Brückenkopf. Die 14 Meter breite Brücke besitzt an beiden Seiten Gehwege, Radwege und eine 7 Meter breite zweispurige Fahrbahn. | Karten |
| Brücke am Fürstendamm                     | Frohnau                         | Die Brücke am Fürstendamm überspannte den Fürstendamm, geplant als das Eingangstor zur Gartenstadt Frohnau, die 1910 auf dem Gelände des Gutes Stolpe planmäßig eingerichtet wurde. Das Bauwerk befand sich 80 Meter westlich der Oranienburger Chaussee am Durchbruch eines Dünenzuges (westlich parallel zur Chaussee). Diese imposante Holzkonstruktion entstand 1911 nach Plänen des Architekten Heinrich Straumer, sie brannte 1944 ab. Es verblieb der steinerne nördliche Brückenpfeiler (Fürstendamm 40), in dem sich ein Umspannwerk für Frohnau befindet. Die Brückenfunktion war die Führung des Weges 96 auf dem Dünenzug, der sich im Osten Frohnaus am Berliner Stadtrand zu Glienicke befindet. Der Weg durch das Waldgebiet auf der Düne verbindet den Zerndorfer Weg mit dem Rosenanger (nördlich von Entenschnabel). Durch die fehlende Brücke ist ein Abstieg von knapp acht Metern über die Straße nötig. | Karten |
| Brücke am Heiligentalhügel                | Westend                         | Die Brücke am Heiligentalhügel schließt östlich an die Harbigstraße an und führt über den Bahneinschnitt mit Spandauer Vorortbahn, Ruhlebener Verbindungsbahn und Messegleis zur Jafféstraße. | Karten |
| (Brücke Am Seegraben)                     | Bohnsdorf                       | Die namenlose Brücke führt die Straße Am Seegraben (Abschnitt der Bundesstraße 96a) über die Straße Am Falkenberg. |        |
| Brücke An der Wuhlheide                   | Oberschöneweide                 | Das Brückenbauwerk wurde 1988 bis 1989 errichtet, um den Kreuzungsverkehr der Straßenzüge Treskowallee/Edisonstraße (Nord-Süd) und Rummelsburger Straße / An der Wuhlheide (West-Ost) zu erleichtern. Es ist eine Stahlbetonkonstruktion in Trogform, die beidseitig über je einen Fahrstreifen verfügt und nur für Kraftfahrzeuge zugelassen ist. Die Brücke hat eine Länge von 245 Metern und ist 6,50 Meter breit. | Karten |
| Brücke S-Bahnhof Wuhlheide                | Köpenick                        | Die Brücke führt die Rudolf-Rühl-Allee über die Niederschlesisch-Märkische Eisenbahn, die Berliner Parkeisenbahn und die Straße Am Bahnhof Wuhlheide. Sie verfügt über zwei Fahrstreifen und zwei Gehwege. Die Tragfähigkeit ist auf 12 t begrenzt; ein Neubau ist erforderlich, der jedoch erst im Zusammenhang mit der Verlängerung der TVO zu erwarten ist. | Karten |
| Brücke Straße 50                          | Blankenburg                     | Die Brücke Straße 50 führt die Straße 50 über die Laake. Die Straßenbrücke hat eine Länge von 12 Metern und wurde schräg über das Flüsschen, das hier nur einen Meter breit ist, gelegt. Die Brücke wurde nötig, als die Siedlungshäuser an den nach Süden anschließenden Straßen 28, 31, 33 in Blankenburg Anschluss an den Berliner Außenring bekamen. Für Fußgänger führt eine neuere Fußgängerbrücke über die Bahnlinie. Bemerkenswert ist eine benachbarte sechs Meter breite Brücke über die Laake 100 Meter unterhalb. In der Lage entspricht diese einer nicht vorhandenen Straße am Nordrand der Wohngrundstücke von Straße 31, die nach Westen führt. Die Laake verlässt hier für 170 Meter das auf der amtlichen Karte eingezeichnete Fließgebiet entlang der Ortsteilgrenze (innerhalb vom Bezirk Pankow) in einem südlichen Bogen. | Karten |
| Brücken Allee der Kosmonauten             | Marzahn                         | Der aus sechs einzelnen Teilen bestehende Straßenbrückenkomplex führt die Allee der Kosmonauten in zwei getrennten Tragwerken in West-Ost-Richtung über den Berliner Außenring und die Märkische Allee nahe dem Helene-Weigel-Platz. In der Mitte zwischen den Straßenbrückenteilen befindet sich eine gleich lange Konstruktion für die Überführung der Straßenbahn. Die Gesamtlänge der drei Brückenteile beträgt 175 Meter, die Breite der Fahrbahnen je 9,8 Meter. Die Straßenbahnbrücke ist etwa 5,7 Meter breit. Im westlichen Drittel haben die Brücken einen direkten Zugang zum darunter liegenden S-Bahnhof Springpfuhl (unteres Bild). | Karten |
| Buchenhainer Brücke                       | Biesdorf                        | Die Buchenhainer Brücke ist eine Fußgängerbrücke über die Wuhle. Sie verbindet die Buchenhainer Straße mit der Straße 19 in Kaulsdorf. | Karten |
| Buchholzer Brücke                         | Pankow                          | Die Brücke führt die Buchholzer Straße über den Blankenfelder Graben. | Karten |
| Burgbrücke                                | Mitte                           | siehe Liebknechtbrücke Erstbenennung nach der auf die Brücke zuführenden Burgstraße |        |
| Burggrabensteg                            | Spandau                         | Der Burggrabensteg ist eine Fußgängerbrücke über den Spandauer Burggraben, dessen Südufer an Wilhelmstadt grenzt. Der Steg wurde 2013 errichtet, um die durchgehende Nutzung des rechtsseitigen Uferweges der Havel zu ermöglichen. Er liegt nahe der Anlegestelle für Flusskreuzfahrtschiffe (Kreuzfahrtterminal Spandau). | Karten |
| Buschkrugbrücke                           | Britz                           | Die heutige Buschkrugbrücke ist eine Straßenbrücke über den Teltowkanal am Kilometer 27,673 der künstlichen Wasserstraße. Sie wurde als Balkenbrücke aus Beton errichtet. Die Brücke über den Kanal hieß bis 1950 Schulenburgbrücke, anfangs benannt nach dem Politiker Rudolf Wilhelm Graf von der Schulenburg auf Ramstedt. In den letzten Kriegstagen 1945 wurde das erste Brückenbauwerk zerstört. Es entstand für fünf Jahre eine Behelfsbrücke. Im Jahre 1950 wurde sie in einfacher Bauweise wieder errichtet. Die Brücke wurde dann am 14. Februar 1950 umbenannt, weil es auch in Spandau über die Havel eine Schulenburgbrücke gibt. Ihr neuer Name Buschkrugbrücke stammt von einem historischen Gasthof, der bereits 1375 erwähnt wurde. Auf einer Karte von 1786 ist er an der Kreuzung des damaligen Britzer Dammes, der heutigen Grenzallee und der heutigen Buschkrugallee, eingezeichnet. Ihr aktuelles Aussehen erhielt die Brücke nach umfangreichen Umbauten zwischen 1959 und 1963, als die Linie U 7 der Berliner U-Bahn nach Berlin-Rudow unter dem Kanal hindurch, genau unter der Brücke gebaut wurde. Bis 1964 fuhr die Straßenbahn über die Brücke. | Karten |